# مهرجان كان السينمائي 1973
مهرجان كان السينمائي لعام 1973 هو الدورة الـ26 للمهرجان عُقد في 10 إلى 25 مايو من عام 1973، حصل كل من فيلم "The Hireling" للمخرج البريطاني آلان بيردج وفيلم «الفزاعة» للمخرج الأمريكي جيري سكاتزبيرج على السعفة الذهبية للمهرجان.